# بول غليونجي
بول غليونجي (1908-1987) (بالإنجليزية: Paul Ghalioungui)‏ من مواليد المنصورة بمحافظة الدقهلية عام 1908 نال درجة البكالوريوس في الطب والجراحة من جامعة فؤاد الأول (جامعة القاهرة) عام 1929، ودرجة الدكتوراه في الأمراض الباطنة من جامعة القاهرة 1933، ثم عضوية جمعية الأطباء الملكية بلندن 1934 . وهو أستاذ الطب والرئيس السابق لقسم الطب الباطني بكلية الطب، جامعة عين شمس. عالم غدد صماء مصري  ومؤرخ للطب المصري، وعالم المصريات،  كتب تاريخا حياً للطب المصري باللغات الإنجليزية والفرنسية والعربية والألمانية والإسبانية.
و على المستوى الدولى: اختير سيادته نائبا لرئيس الجمعية الدولية لتاريخ الطب، وعضوا بالأكاديمية الدولية لتاريخ الطب، أضافة لعضويته بالجمعية الأمريكية لأمراض الغدة الدرقية، والجمعية السويدية لتاريخ الطب،
فضلاً عن كونه من رواد تخصص الغدد الصماء، فقد كان أحد أبرز رواد جيله اهتماماً بالفلسفة وتاريخ العلم.

## مؤلفاته
(1) «الطب عند قدماء المصريين».
(2) «الطب في تاريخ الحضارة المصرية».
(3) «طب وسحر». (4)«شرح تشريح القانون لابن النفيس».
(5) «قطوف من تاريخ الطب».
(6) «كل ولا تأكل».
(7)«الغدد الصم».
(8) «ابن النفيس: طليعة العهد العلمي في الطب».